# Wilson Ferreira Júnior
Wilson Pinto Ferreira Júnior (São Paulo, 3 de maio de 1959), é um administrador, engenheiro e executivo brasileiro, ex-presidente da holding Companhia Paulista de Força e Luz (CPFL) e foi presidente da Eletrobras, tendo assumido a direção da empresa em 1º de julho de 2016, indicado pelo então presidente Michel Temer. Substituído em 7 de maio de 2021 por Rodrigo Limp, indicado pelo presidente Jair Bolsonaro. Em 2022, reassumiu a presidência da Eletrobras.
Ferreira Júnior formou-se em engenharia elétrica e em administração de empresas pela Universidade Mackenzie. Iniciou sua carreira como engenheiro da Companhia Energética de São Paulo (CESP), chegando a ocupar a diretoria de distribuição da empresa durante o primeiro mandato de Mário Covas como governador de São Paulo.
Passou à iniciativa privada em 1998 como primeiro presidente da Rio Grande Energia, empresa criada com a desestatização parcial da distribuição de energia elétrica no Rio Grande do Sul pelo então governador Antônio Britto. Assumiu em março de 2000 a presidência da CPFL e, a partir de 2002, da holding CPFL Energia.
O jornal Valor Econômico o escolheu por oito vezes consecutivas para o prêmio "Executivo de Valor" na categoria "energia elétrica". Recebeu em 2021 o Prêmio Eminente Engenheiro do Ano do Instituto de Engenharia.
Pediu renúncia do cargo de presidente da Eletrobras no ano de 2023, já no governo Lula, um dia antes de um apagão que atingiu as cinco regiões do país.